# 蘇拉卡良卡山
14°13′40″S 72°28′44″W / 14.22778°S 72.47889°W
蘇拉卡良卡山（Sura Kallanka），是秘魯的山峰，位於該國南部阿普里馬克大區，由安塔班巴省的奧羅佩薩區負責管轄，屬於安地斯山脈的一部分，海拔高度5,000米。